# R13 (Ghana)
De R13 of Regional Road 13 is een regionale weg in Ghana die de kust ten oosten van Tema met gebied ten noorden van die stad verbindt. De weg loopt door de regio Greater Accra.
De R13 begint in Akplabanya, waar de weg aansluit op de R18 naar Battor. Daarna loopt de weg via New Ningo en Prampram naar Dawhwenya. In Dawhwenya wordt de N1 tussen Tema en Lomé gekruist. Even later wordt bij Afienya ook de N2 richting Ho gekruist. Uiteindelijk eindigt de R13 in Dodowa.
R10 · 
R11 · 
R12 · 
R13 · 
R14 · 
R15 · 
R16 · 
R17 · 
R18 · 
R19 · 
R21 · 
R23 · 
R24 · 
R25 · 
R26 · 
R27 · 
R28 · 
R29 · 
R30 · 
R36 · 
R38 · 
R40 · 
R42 · 
R43 · 
R44 · 
R45 · 
R47 · 
R49 · 
R50 · 
R52 · 
R54 · 
R60 · 
R61 · 
R62 · 
R63 · 
R64 · 
R65 · 
R66 · 
R68 · 
R70 · 
R71 · 
R72 · 
R74 · 
R76 · 
R80 · 
R81 · 
R82 · 
R83 · 
R84 · 
R85 · 
R86 · 
R87 · 
R88 · 
R90 · 
R91 · 
R92 · 
R93 · 
R94
R100 · 
R101 · 
R103 · 
R104 · 
R105 · 
R106 · 
R107 · 
R108 · 
R109 · 
R110 · 
R113 · 
R114 · 
R116 · 
R121 · 
R122 · 
R123 · 
R124 · 
R125 · 
R126 · 
R127 · 
R128 · 
R129 · 
R131 · 
R132 · 
R180 · 
R181 · 
R182 · 
R184 · 
R201 · 
R202 · 
R204